# Khunde
Khunde ist ein Dorf im VDC Khumjung in der Khumbu-Region in Nepal innerhalb des Sagarmatha-Nationalparks.

## Lage
Khunde liegt zusammen mit dem direkt angrenzenden Ort Khumjung in einem Talkessel, dem Khumjung Valley am Fuße des Khumbi Yul Lha, des heiligen Bergs der Sherpas. Das Khumjung-Valley liegt zwischen 3800 m und 4000 m über N. N. Khunde liegt im westlichen Teil des Tals und mit 3840 m etwas höher als Khumjung.

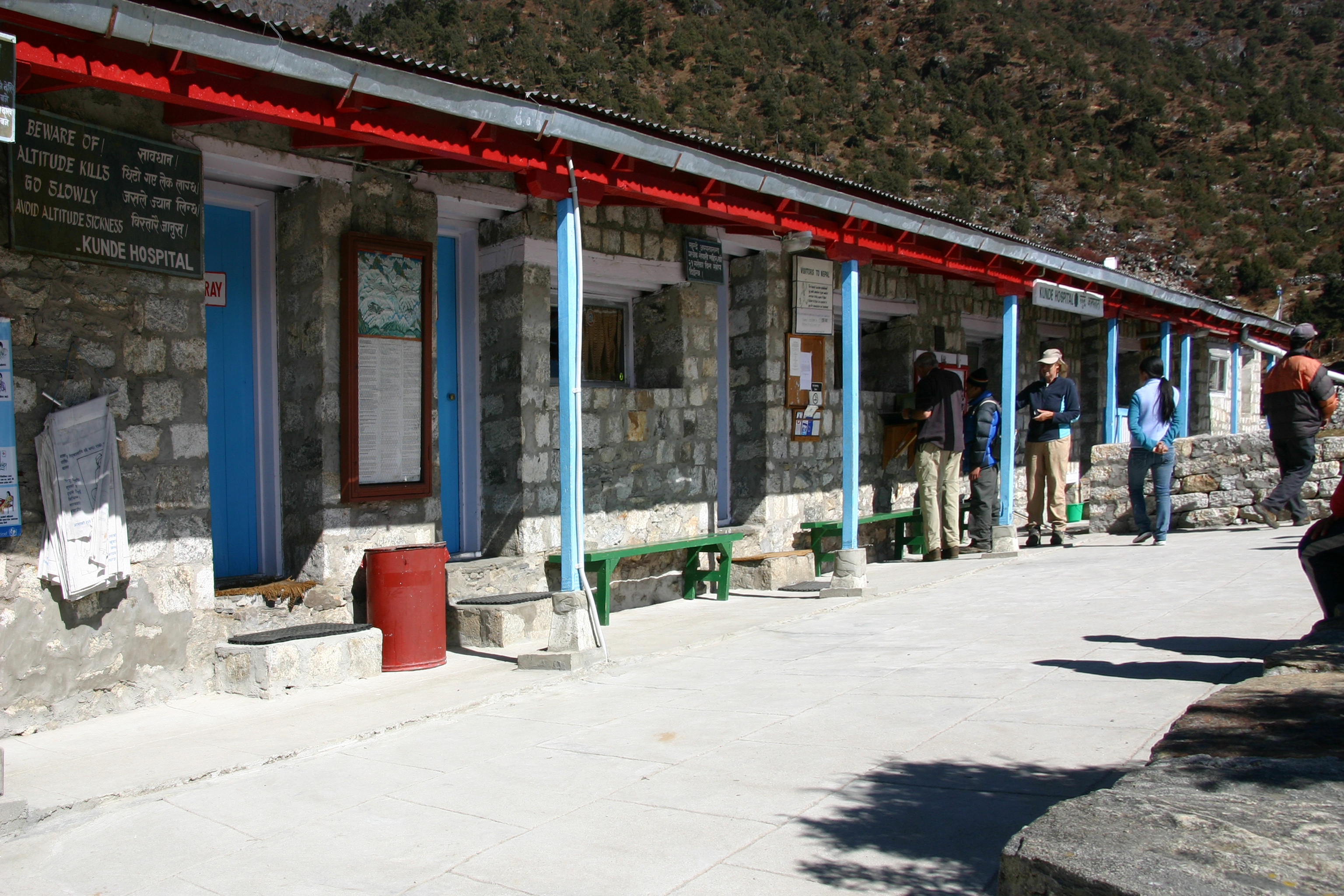
Krankenhaus in Khunde

## Infrastruktur
In dem Ort Khunde liegt das von der Sir Edmund Hillary gegründeten Himalaya Foundation betriebene Khunde Hospital. Das Krankenhaus ist für die Versorgung der gesamten Khumbu-Region zuständig und betreibt in verschiedenen weiteren Orten kleinere, nur an einem dem Tag besetzte Außenposten. Die beiden Ärzte im Khunde Hospital behandeln jährlich ca. 5000 Sherpa aus der Region und ca. 1500 Ausländer, meist Trekker. Die häufigsten Erkrankungen der Einheimischen sind infektiöse Krankheiten der Lunge, Ruhr, Haut- und Augenleiden. Die meisten Trekker leiden an Durchfall oder der Höhenkrankheit.